# NGC 7727
NGC 7727 es una galaxia situada en la constelación de Acuario a una distancia de 23,3 megaparsecs (76 millones de años luz) de la Vía Láctea ,que puede verse con telescopios de aficionado.
Se trata de una galaxia peculiar que aparece en el Atlas de galaxias peculiares de Halton C. Arp como Arp 222 y la consideración de galaxia con brazos espirales amorfos, y con toda probabilidad es el resultado de la colisión y posterior fusión de dos galaxias espirales previas ocurrida hace mil millones de años, pudiéndose apreciar en su centro dos puntos de luz brillantes, al menos uno de los cuales es de una de las dos galaxias previas que colisionaron para dar lugar a éste objeto.
Esa zona central está rodeada por plumas y corrientes de estrellas restos también de las galaxias que colisionaron, además de existir un total de 23 objetos candidatos a cúmulos globulares jóvenes nacidos en la colisión que dio lugar a NGC 7727.
NGC 7727 es considerada muy similar a NGC 7252, otra galaxia que también se piensa es el resultado de la colisión y fusión de dos galaxias previas situadas en la misma constelación; sin embargo contiene bastante menos gas (hidrógeno neutro e hidrógeno molecular) que ésta
El destino último de este sistema con toda probabilidad es acabar convertido en una galaxia elíptica, con apenas polvo interestelar y formación estelar.